# Amphiura eugeniae
Amphiura eugeniae är en ormstjärneart som beskrevs av Ljungman 1867. Amphiura eugeniae ingår i släktet Amphiura och familjen trådormstjärnor.

## Underarter
Arten delas in i följande underarter:
- A. e. abyssalis
- A. e. latisquama